# Șerban Cantacuzino
Șerban Cantacuzino (pronuncia rumena: [ʃerˈban kantakuziˈno]) (1640 circa – 29 ottobre 1688) è stato un funzionario romeno, principe valacco dal 1678 al 1688.